# Ionophore
Un soluté ionophore (phore = qui porte) est un soluté qui porte des ions. C'est le cas des composés solides ioniques tels que chlorure de sodium ou CaF2. Opposé à Ionogène.
Dans la cellule, on distingue deux types d'ionophores qui permettent le passage des électrolytes :
- les ionophores exogènes qui sont présents dans le milieu extracellulaire. Il existe deux types de mécanismes: les ionophores transporteurs navettes et les ionophores à canaux transmembranaires.

- les ionophores endogènes qui sont présents dans la cellule. Ils sont "expulsés" grâce à un mécanisme faisant intervenir des récepteurs à l'acétylcholine, qui lorsqu'ils sont activés ou désactivés permettent l'ouverture ou la fermeture d'un canal.